# Red Tour
Red Tour – trzecia trasa koncertowa Taylor Swift, która odbyła się na przełomie 2013 i 2014 roku. Promowała album Red (2012).

## Geneza
W marcu 2012 roku Taylor Swift zakończyła światową trasę Speak Now World Tour, na której zarobiła ponad 123 mln dolarów. Uzyskała tytuł największego żeńskiego tournee w 2011 roku. 22 października 2012 album Red trafił do sprzedaży. Cztery dni później na oficjalnym kanale Vevo, jak i na antenie kanału ABC News piosenkarka ogłosiła daty 58 koncertów w Ameryce Północnej, a także poinformowała o supportowaniu trasy przez brytyjskiego wokalistę Eda Sheerana.
8 maja 2013 roku pojawiły się daty dla Australii i Nowej Zelandii, natomiast pod koniec września dla Europy. Dzień po zakończeniu europejskiej części ogłoszono ostatnie koncerty w Azji.
27 maja 2013 roku za pomocą Twittera Swift poinformowała fanów o odwołaniu koncertu w Bangkoku z powodu kryzysu politycznego w Tajlandii.

## Konflikt o tancerzy z Katy Perry
Przez pierwsze sześć miesięcy trasy, Taylor korzystała z pomocy tancerzy wcześniej pracujących dla równie popularnej piosenkarki Katy Perry. W ramach kontraktu, mieli prawo do pracy na innej trasie, lecz mieli powrócić do Perry w razie kontaktu. Pod koniec 2013 roku, w ramach promocji nowego albumu Prism (2013), jak i zbliżającej się trasy koncertowej Prismatic World Tour, rywalka Taylor ponownie zaprosiła ich do współpracy. W związku z tym Swift opuściła część tancerzy. Piosenkarka uznała ten fakt za sabotaż jej tournee, choć od niedługiego czasu było wiadomo, że celebrytki (dawne przyjaciółki) zostały wrogami.
Fakt ten posłużył za inspirację do singla numer jeden Bad Blood, z następnej płyty Swift, 1989 (2014).

## Artyści otwierający trasę
- Ed Sheeran
- Brett Eldredge
- Florida Georgia Line
- Austin Mahone
- Joel Crouse
- Casey James
- Neon Trees
- Guy Sebastian
- The Vamps
- Andreas Bourani
- CTS
- Nicole Zefanya
- Meg Bucsit
- Imprompt-3
- Iam Neeta
- Hozier

## Lista utworów
Lista utworów wykonywanych przez artystkę na koncertach:
1. "State of Grace"
2. "Holy Ground"
3. "Red"
4. "You Belong With Me"
5. "The Lucky One"
6. "Mean"
7. "Stay Stay Stay"
8. "22"
9. "Everything Has Changed"
10. "Begin Again"
11. "Sparks Fly"
12. "I Knew You Were Trouble"
13. "All Too Well"
14. "Love Story"
15. "Treacherous"
16. "We Are Never Ever Getting Back Together"

## Lista koncertów
| Data              | Miasto           | Państwo           | Arena                            | Support                                       |
| Ameryka Północna  | Ameryka Północna | Ameryka Północna  | Ameryka Północna                 | Ameryka Północna                              |
| ----------------- | ---------------- | ----------------- | -------------------------------- | --------------------------------------------- |
| 13 marca 2013     | Omaha            | Stany Zjednoczone | Century Link Center              | Ed Sheeran Brett Eldredge                     |
| 14 marca 2013     | Omaha            | Stany Zjednoczone | Century Link Center              | Ed Sheeran Brett Eldredge                     |
| 18 marca 2013     | Saint Louis      | Stany Zjednoczone | Scottrade Center                 | Ed Sheeran Brett Eldredge                     |
| 19 marca 2013     | Saint Louis      | Stany Zjednoczone | Scottrade Center                 | Ed Sheeran Brett Eldredge                     |
| 22 marca 2013     | Charlotte        | Stany Zjednoczone | Time Warner Cable Arena          | Ed Sheeran Brett Eldredge                     |
| 23 marca 2013     | Columbia         | Stany Zjednoczone | Colonial Life Arena              | Ed Sheeran Brett Eldredge                     |
| 27 marca 2013     | Newark           | Stany Zjednoczone | Prudential Center                | Ed Sheeran Florida Georgia Line               |
| 28 marca 2013     | Newark           | Stany Zjednoczone | Prudential Center                | Ed Sheeran Florida Georgia Line               |
| 29 marca 2013     | Newark           | Stany Zjednoczone | Prudential Center                | Ed Sheeran Florida Georgia Line               |
| 10 kwietnia 2013  | Miami            | Stany Zjednoczone | American Airlines Arena          | Ed Sheeran Brett Eldredge                     |
| 11 kwietnia 2013  | Orlando          | Stany Zjednoczone | Amway Center                     | Ed Sheeran Brett Eldredge                     |
| 12 kwietnia 2013  | Orlando          | Stany Zjednoczone | Amway Center                     | Ed Sheeran Brett Eldredge                     |
| 18 kwietnia 2013  | Atlanta          | Stany Zjednoczone | Philips Arena                    | Ed Sheeran Brett Eldredge                     |
| 19 kwietnia 2013  | Atlanta          | Stany Zjednoczone | Philips Arena                    | Ed Sheeran Brett Eldredge                     |
| 20 kwietnia 2013  | Tampa            | Stany Zjednoczone | Tampa Bay Times Forum            | Ed Sheeran Brett Eldredge                     |
| 25 kwietnia 2013  | Cleveland        | Stany Zjednoczone | Quicken Loans Arena              | Ed Sheeran Brett Eldredge                     |
| 26 kwietnia 2013  | Indianapolis     | Stany Zjednoczone | Bankers Life Fieldhouse          | Ed Sheeran Brett Eldredge                     |
| 27 kwietnia 2013  | Lexington        | Stany Zjednoczone | Rupp Arena                       | Ed Sheeran Brett Eldredge                     |
| 4 maja 2013       | Detroit          | Stany Zjednoczone | Ford Field                       | Ed Sheeran Austin Mahone Brett Eldredge       |
| 7 maja 2013       | Louisville       | Stany Zjednoczone | KFC Yum! Center                  | Ed Sheeran Florida Georgia Line               |
| 8 maja 2013       | Columbus         | Stany Zjednoczone | Nationwide Arena                 | Ed Sheeran Florida Georgia Line               |
| 11 maja 2013      | Waszyngton       | Stany Zjednoczone | Verizon Center                   | Ed Sheeran Brett Eldredge                     |
| 12 maja 2013      | Waszyngton       | Stany Zjednoczone | Verizon Center                   | Ed Sheeran Brett Eldredge                     |
| 16 maja 2013      | Houston          | Stany Zjednoczone | Toyota Center                    | Ed Sheeran Brett Eldredge                     |
| 21 maja 2013      | Austin           | Stany Zjednoczone | Frank Erwin Center               | Ed Sheeran Florida Georgia Line               |
| 22 maja 2013      | San Antonio      | Stany Zjednoczone | AT&T Center                      | Ed Sheeran Florida Georgia Line               |
| 25 maja 2013      | Arlington        | Stany Zjednoczone | Cowboys Stadium                  | Ed Sheeran Austin Mahone Florida Georgia Line |
| 28 maja 2013      | Glendale         | Stany Zjednoczone | Jobing.com Arena                 | Ed Sheeran Joel Crouse                        |
| 29 maja 2013      | Glendale         | Stany Zjednoczone | Jobing.com Arena                 | Ed Sheeran Joel Crouse                        |
| 1 czerwca 2013    | Salt Lake City   | Stany Zjednoczone | Energy Solutions Arena           | Ed Sheeran Joel Crouse                        |
| 2 czerwca 2013    | Denver           | Stany Zjednoczone | Pepsi Center                     | Ed Sheeran Joel Crouse                        |
| 14 czerwca 2013   | Toronto          | Kanada            | Rogers Centre                    | Ed Sheeran Austin Mahone Joel Crouse          |
| 15 czerwca 2013   | Toronto          | Kanada            | Rogers Centre                    | Ed Sheeran Austin Mahone Joel Crouse          |
| 22 czerwca 2013   | Winnipeg         | Kanada            | Investors Group Field            | Ed Sheeran Austin Mahone Joel Crouse          |
| 25 czerwca 2013   | Edmonton         | Kanada            | Rexall Place                     | Ed Sheeran Joel Crouse                        |
| 26 czerwca 2013   | Edmonton         | Kanada            | Rexall Place                     | Ed Sheeran Joel Crouse                        |
| 29 czerwca 2013   | Vancouver        | Kanada            | BC Place Stadium                 | Ed Sheeran Austin Mahone Joel Crouse          |
| 6 lipca 2013      | Pittsburgh       | Stany Zjednoczone | Heinz Field                      | Ed Sheeran Austin Mahone Joel Crouse          |
| 13 lipca 2013     | East Rutherford  | Stany Zjednoczone | MetLife Stadium                  | Ed Sheeran Austin Mahone Joel Crouse          |
| 19 lipca 2013     | Filadelfia       | Stany Zjednoczone | Lincoln Financial Field          | Ed Sheeran Austin Mahone Joel Crouse          |
| 20 lipca 2013     | Filadelfia       | Stany Zjednoczone | Lincoln Financial Field          | Ed Sheeran Austin Mahone Joel Crouse          |
| 26 lipca 2013     | Foxborough       | Stany Zjednoczone | Gillette Stadium                 | Ed Sheeran Austin Mahone Joel Crouse          |
| 27 lipca 2013     | Foxborough       | Stany Zjednoczone | Gillette Stadium                 | Ed Sheeran Austin Mahone Joel Crouse          |
| 1 sierpnia 2013   | Des Moines       | Stany Zjednoczone | Wells Fargo Arena                | Ed Sheeran Florida Georgia Line               |
| 2 sierpnia 2013   | Kansas City      | Stany Zjednoczone | Sprint Center                    | Ed Sheeran Florida Georgia Line               |
| 3 sierpnia 2013   | Kansas City      | Stany Zjednoczone | Sprint Center                    | Ed Sheeran Florida Georgia Line               |
| 6 sierpnia 2013   | Wichita          | Stany Zjednoczone | Intrust Bank Arena               | Ed Sheeran Casey James                        |
| 7 sierpnia 2013   | Tulsa            | Stany Zjednoczone | BOK Center                       | Ed Sheeran Casey James                        |
| 10 sierpnia 2013  | Chicago          | Stany Zjednoczone | Soldier Field                    | Ed Sheeran Austin Mahone Casey James          |
| 15 sierpnia 2013  | San Diego        | Stany Zjednoczone | Valley View Casino Center        | Ed Sheeran Casey James                        |
| 19 sierpnia 2013  | Los Angeles      | Stany Zjednoczone | Staples Center                   | Ed Sheeran Casey James                        |
| 20 sierpnia 2013  | Los Angeles      | Stany Zjednoczone | Staples Center                   | Ed Sheeran Casey James                        |
| 23 sierpnia 2013  | Los Angeles      | Stany Zjednoczone | Staples Center                   | Ed Sheeran Casey James                        |
| 24 sierpnia 2013  | Los Angeles      | Stany Zjednoczone | Staples Center                   | Ed Sheeran Casey James                        |
| 27 sierpnia 2013  | Sacramento       | Stany Zjednoczone | Sleep Train Arena                | Ed Sheeran Casey James                        |
| 30 sierpnia 2013  | Portland         | Stany Zjednoczone | Moda Center                      | Ed Sheeran Casey James                        |
| 31 sierpnia 2013  | Tacoma           | Stany Zjednoczone | Tacoma Dome                      | Ed Sheeran Casey James                        |
| 6 września 2013   | Fargo            | Stany Zjednoczone | Fargodome                        | Ed Sheeran Casey James                        |
| 7 września 2013   | Saint Paul       | Stany Zjednoczone | Xcel Energy Center               | Ed Sheeran Casey James                        |
| 8 września 2013   | Saint Paul       | Stany Zjednoczone | Xcel Energy Center               | Ed Sheeran Casey James                        |
| 12 września 2013  | Greensboro       | Stany Zjednoczone | Greensboro Coliseum              | Ed Sheeran Casey James                        |
| 13 września 2013  | Raleigh          | Stany Zjednoczone | PNC Arena                        | Ed Sheeran Casey James                        |
| 14 września 2013  | Charlottesville  | Stany Zjednoczone | John Paul Jones Arena            | Ed Sheeran Casey James                        |
| 19 września 2013  | Nashville        | Stany Zjednoczone | Bridgestone Arena                | Ed Sheeran Casey James                        |
| 20 września 2013  | Nashville        | Stany Zjednoczone | Bridgestone Arena                | Ed Sheeran Casey James                        |
| 21 września 2013  | Nashville        | Stany Zjednoczone | Bridgestone Arena                | Ed Sheeran Casey James                        |
| Oceania           |                  |                   |                                  |                                               |
| 29 listopada 2013 | Auckland         | Nowa Zelandia     | Vector Arena                     | Neon Trees                                    |
| 30 listopada 2013 | Auckland         | Nowa Zelandia     | Vector Arena                     | Neon Trees                                    |
| 1 grudnia 2013    | Auckland         | Nowa Zelandia     | Vector Arena                     | Neon Trees                                    |
| 4 grudnia 2013    | Sydney           | Australia         | Allianz Stadium                  | Guy Sebastian Neon Trees                      |
| 7 grudnia 2013    | Brisbane         | Australia         | Suncorp Stadium                  | Guy Sebastian Neon Trees                      |
| 11 grudnia 2013   | Perth            | Australia         | nib Stadium                      | Guy Sebastian Neon Trees                      |
| 14 grudnia 2013   | Melbourne        | Australia         | Etihad Stadium                   | Guy Sebastian Neon Trees                      |
| Europa            |                  |                   |                                  |                                               |
| 1 lutego 2014     | Londyn           | Anglia            | O2 Arena                         | The Vamps                                     |
| 2 lutego 2014     | Londyn           | Anglia            | O2 Arena                         | The Vamps                                     |
| 4 lutego 2014     | Londyn           | Anglia            | O2 Arena                         | The Vamps                                     |
| 7 lutego 2014     | Berlin           | Niemcy            | O2 World                         | Andreas Bourani                               |
| 10 lutego 2014    | Londyn           | Anglia            | O2 Arena                         | The Vamps                                     |
| 11 lutego 2014    | Londyn           | Anglia            | O2 Arena                         | The Vamps                                     |
| Azja              |                  |                   |                                  |                                               |
| 30 maja 2014      | Szanghaj         | Chiny             | Mercedes-Benz Arena              | –                                             |
| 1 czerwca 2014    | Saitama          | Japonia           | Saitama Super Arena              | CTS                                           |
| 4 czerwca 2014    | Dżakarta         | Indonezja         | Mata Elang International Stadium | Nicole Zefanya                                |
| 6 czerwca 2014    | Manila           | Filipiny          | Mall Of Asia Arena               | Meg Bucsit                                    |
| 9 czerwca 2014    | Singapur         | Singapur          | Singapore Indoor Stadium         | Imprompt-3                                    |
| 11 czerwca 2014   | Kuala Lumpur     | Malezja           | Putra Indoor Stadium             | IamNeeta                                      |
| 12 czerwca 2014   | Singapur         | Singapur          | Singapur Indoor Stadium          | Imprompt-3                                    |

## Koncerty odwołane
| Data           | Miasta  | Państwo   | Arena        | Przyczyna                                   |
| -------------- | ------- | --------- | ------------ | ------------------------------------------- |
| 9 czerwca 2014 | Bangkok | Tajlandia | Impact Arena | Protesty polityczne w Tajlandii (2013-2014) |

## Dochody z koncertów
| Miejsce koncertu          | Miasto          | Sprzedaż biletów/Dostępne | Dochód brutto |
| ------------------------- | --------------- | ------------------------- | ------------- |
| CenturyLink Center Omaha  | Omaha           | 21,786/21,786             | $1,243,164    |
| Scottrade Center          | St. Louis       | 22,944/22,944             | $1,346,203    |
| Time Warner Cable Arena   | Charlotte       | 12,174/12,174             | $$952,796     |
| Colonial Life Arena       | Columbia        | 7,470/7,470               | $502,592      |
| Prudential Center         | Newark          | 24,195/24,195             | $2,261,268    |
| American Airlines Arena   | Miami           | 12,808/12,808             | $1,010,175    |
| Amway Center              | Orlando         | 16,851/16,851             | $1,054,128    |
| Phillips Arena            | Atlanta         | 16,413/16,413             | $1,048,023    |
| Tampa Bay Times Forum     | Tampa           | 8,160/8,160               | $792,570      |
| Quicken Loans Arena       | Cleveland       | 10,672/10,672             | $990,420      |
| Bankers Life Fieldhouse   | Indianapolis    | 7,146/7,146               | $492,262      |
| Rupp Arena                | Lexington       | 7,003/7,003               | $685,398      |
| Ford Field                | Detroit         | 33,060/33,060             | $1,938,118    |
| KFC! Yum Center           | Louisville      | 10,270/10,270             | $985,964      |
| Nationwide Arena          | Columbus        | 8,534/8,534               | $620,680      |
| Verizon Center            | Waszyngton      | 15,238/15,238             | $1,489,205    |
| Toyota Center             | Houston         | 9,868/9,868               | $961,422      |
| Frank Erwin Center        | Austin          | 11,916/11,916             | $935,631      |
| AT&T Center               | San Antonio     | 11,922/13,974             | $947,277      |
| Cowboy Stadium            | Arlington       | 24,160/24,160             | $1,589,266    |
| Jobing.com Arena          | Glendale        | 20,115/20,115             | $1,239,370    |
| EnergySolutions Arena     | Salt Lake City  | 8,014/8,014               | $418,080      |
| Pepsi Center              | Denver          | 10,467/13,489             | $1,076,069    |
| Rogers Centre             | Toronto         | 61,016/61,016             | $5,179,860    |
| Investors Group Field     | Winnipeg        | 18,366/18,366             | $1,175,430    |
| Rexall Place              | Edmonton        | 22,652/22,652             | $1,379,870    |
| B. C. Place Stadium       | Vancouver       | 21,142/41,142             | $1,974,410    |
| Heinz Field               | Pittsburgh      | 24,188/24,188             | $1,718,518    |
| MetLife Stadium           | East Rutherford | 28,788/28,788             | $2,670,011    |
| Lincoln Financial Field   | Filadelfia      | 31,277/31,277             | $2,822,335    |
| Gillette Stadium          | Foxborough      | 40,712/40,712             | $3,464,063    |
| Des Moines                | Iowa            | 13,168/13,368             | $1,075,576    |
| Sprint Center             | Kansas City     | 26,412/26,412             | $2,093,172    |
| Intrust Bank Arena        | Wichita         | 12,231/12,231             | $983,882      |
| BOK Center                | Tulsa           | 10,949/10,949             | $868,955      |
| Soldier Field             | Chicago         | 50,809/50,809             | $4,149,148    |
| Valley View Casino Center | San Diego       | 10,872/10,872             | $948,541      |
| Staples Center            | Los Angeles     | 55,829/55,829             | $4,734,463    |
| Sleep Train Arena         | Sacramento      | 12,795/12,795             | $1,138,103    |
| Moda Center               | Portland        | 13,952/13,952             | $1,084,760    |
| Tacoma Dome               | Tacoma          | 20,348/20,348             | $1,584,069    |
| Fargodome                 | Fargo           | 21,073/21,073             | $1,661,578    |
| Xcel Energy Center        | Saint Paul      | 28,920/28,920             | $2,320,937    |
| Greensboro Coliseum       | Greensboro      | 13,650/13,650             | $1,109,253    |
| PNC Arena                 | Raleigh         | 13,941/13,941             | $1,088,612    |
| John Paul Jones Arena     | Charlottesville | 12,689/12,689             | $997,216      |
| Bridgestone Arena         | Nashville       | 41,292/41,292             | $3,336,545    |
| Vector Arena              | Auckland        | 30,799/30,799             | $3,100,290    |
| Allianz Stadium           | Sydney          | 40,930/40,930             | $4,096,060    |
| Suncorp Stadium           | Brisbane        | 38,907/38,907             | $3,895,810    |
| nib Stadium               | Perth           | 21,827/21,827             | $2,364,080    |
| Etihad Stadium            | Melbourne       | 47,257/47,257             | $4,547,250    |
| The Vamps                 | Londyn          | 74,740/74,740             | $5,829,240    |
| O2 World                  | Berlin          | 10,350/10,350             | $755,006      |
| O2 Arena                  | Londyn          | brak danych               | brak danych   |
| Mercedes-Benz Arena       | Szanghaj        | 12,793/12,793             | $1,864,934    |
| Saitama Super Arena       | Tokio           | 20,046/20,046             | $1,837,147    |
| MEIS Ancol                | Dżakarta        | 8,130/8,130               | $1,481,473    |
| Mall of Asia Arena        | Manila          | 9,775/9,775               | $1,511,662    |
| Singapoore Indoor Stadium | Singapur        | 16,344/16,344             | $2,524,080    |
| Stadium Putra             | Kuala Lumpur    | 7,525/7,525               | $998,608      |
| Singapoore Indoor Stadium | Singapur        | brak danych               | brak danych   |
| RAZEM                     | RAZEM           | 1,702,933/1,702,933       | 150,184,971$  |